# Gelbensande
Gelbensande település Németországban, Mecklenburg-Elő-Pomeránia tartományban. Lakosainak száma 1912 fő (2023. december 31.). Gelbensande Graal-Müritz, Dierhagen, Ribnitz-Damgarten, Marlow, Blankenhagen, Rövershagen és Rostock községekkel határos.

## Népesség
A település népességének változása:
| Lakosok száma | 1726 | 1687 | 1798 | 1859 | 1912 |
|               | 2017 | 2019 | 2021 | 2022 | 2023 |